# Fabrício dos Santos Silva
Fabrício dos Santos Silva, ou simplesmente Fabrício (São Paulo, 11 de janeiro de 1987), é um ex-futebolista brasileiro que atuava como lateral esquerdo.

## Carreira

### Início
Fabrício iniciou a sua carreira atuando no meio-campo. Como profissional, rodou por clubes paulistas como Corinthians B, Ituano, Rio Branco e Santo André, até que em 2009, com 22 anos, foi o principal destaque do Monte Azul na conquista da Série A-2 do Campeonato Paulista. As boas atuações, e os quinze gols marcados, chamaram a atenção da Portuguesa, que o contratou em junho do mesmo ano.

### Portuguesa

#### 2009
Fez sua estreia, entrando como suplente em uma derrota por 5–2 para a Ponte Preta no Moisés Lucarelli, válida pela Série B. Logo no seu quarto jogo, novamente entrando como suplente, marcou o seu primeiro gol pelo clube paulista, sendo esse o segundo da vitória por 2–1 sobre o Bragantino no Nabi Abi Chedid, válido novamente pela Série B. Nos primeiros jogos pela Lusa, o jogador entrava frequentemente como suplente no meio-campo, até que o treinador Vagner Benazzi percebeu que a soma da técnica e potência poderia fazer dele um bom lateral-esquerdo, e o jogador passou a ser aproveitado nessa posição como titular na reta final da competição. A equipe terminou a competição na 5ª colocação há três pontos do acesso.

#### 2010
Em 2010, o jogador permaneceu sendo titular absoluto, atuando como lateral-esquerdo e também como meia quando necessário, sendo o destaque da equipe que novamente bateu na trave na luta pelo acesso, ficando novamente na 5ª colocação, dessa vez há apenas um ponto do acesso. Ao longo do ano, Fabrício marcou seis gols. O primeiro deles, na vitória por 2–0 sobre o Sertãozinho na Arena Barueri, válida pelo Paulistão; o segundo deles, na vitória por 2–1 sobre o Oeste no Estádio dos Amaros, novamente válida pelo estadual; o terceiro, na goleada por 7–0 sobre o Atlético Roraima no Ribeirão, válida pela Copa do Brasil; o quarto e o quinto gol, deram a vitória à Lusa por 3–1 sobre o América-RN no Machadão, válida pela Série B; e o sexto gol, foi o primeiro do jogador no Canindé, abrindo o placar da vitória por 2–0 sobre o ASA, também válida pela Série B.

#### 2011
Em 2011, o jogador permaneceu como destaque na Portuguesa, e deixou a sua marca duas vezes no Paulistão, e assim como todos os gols anteriores de Fabrício no clube paulista, esses foram sinônimos de vitória. A primeira delas por 3–1 sobre o Linense no Gilbertão, e a segunda delas por 4–1 sobre o Botafogo-SP no Santão. Seu destaque na Portuguesa despertou o interesses de clubes da Série A, entre eles o Internacional.

### Internacional

#### 2011
Em abril de 2011, o jogador foi cedido por empréstimo ao clube gaúcho até o final do ano, com opção de compra ao final do contrato. Estreou somente no mês seguinte, em um empate com o Santos por 1–1 na Vila Belmiro, válido pelo Brasileirão. Seu primeiro gol pelo Inter, deu a vitória à equipe gaúcha sobre o Atlético Mineiro por 2–1 no Beira-Rio, válida novamente pelo Brasileirão. Apesar de ser reserva do ídolo colorado Kleber, o jogador teve boas atuações no certame nacional, sendo um total de dezoito partidas, a maioria delas saindo do banco de reservas.[carece de fontes?] Sendo assim, o Colorado exerceu o direito de compra em definitivo do jogador junto a Portuguesa.

#### 2012
No início de 2012, o lateral foi campeão gaúcho disputando a maioria das partidas como titular, já que Kleber era frequentemente poupado em razão dos jogos da Copa Libertadores. Na campanha do título estadual, Fabrício inclusive marcou três gols, o primeiro deles na derrota de virada diante do Avenida por 3–2 no Eucaliptos; o segundo deles no jogo seguinte, quando dessa vez o Colorado saiu de campo com a vitória por 3–1 sobre o Veranópolis no Beira-Rio;[carece de fontes?] e o terceiro deles o mais importante: na final da Taça Farroupilha disputada no Beira-Rio, aos 33 minutos do segundo tempo, Fabrício marcou o gol que deu a vitória por 2–1 ao Inter no Grenal.
Devido as lesões de Kleber, o jogador foi titular na maior parte do Brasileirão, tendo disputado um total de vinte e oito partidas, e marcado um gol no empate em 3–3 diante do Flamengo no Engenhão.

#### 2013
Em 2013, Fabrício assumiu a titularidade de vez, sendo novamente campeão gaúcho, e tendo disputado um total de 53 partidas ao longo da temporada, porém o jogador acumulou um grande número de cartões, sendo dezesseis no total (treze amarelos e três vermelhos), e marcou apenas um gol ao longo da temporada, acumulando então mais expulsões do que gols. O gol solitário, deu o empate por 3–3 ao Colorado, aos 45 minutos da segunda etapa, diante do Botafogo no Maracanã, válido pelo Brasileirão; justamente após voltar de suspensão de uma expulsão no clássico Grenal, que terminou com empate em 1–1 na Arena do Grêmio, também válido pelo certame nacional.

#### 2014
No ano de 2014, ao contrario de todo o ano anterior, Fabrício iniciou a temporada com números ofensivos impressionantes. Marcou quatro gols nos três primeiros jogos que ele disputou no ano. O primeiro deles na goleada por 4–1 sobre o Cruzeiro-RS no Estádio do Vale, válida pelo Campeonato Gaúcho; o segundo deles novamente em um Grenal, abrindo o placar que terminou com igualdade em 1–1 na Arena do Grêmio, também válida pelo Estadual;[carece de fontes?] e no histórico dia 15 de fevereiro, Fabrício marcou o primeiro gol do Beira-Rio após a grande reforma para a Copa do Mundo FIFA de 2014, em uma goleada por 4–0 sobre o Caxias, também válida pelo Gauchão. O lateral ainda marcou o quarto gol da festa colorada. Ao final do Estadual, sua equipe levantou a taça novamente,.
Na primeira fase da Copa do Brasil, o lateral abriu o placar da goleada por 6–1 sobre o Remo no Mangueirão. E na segunda fase, marcou novamente, em uma goleada por 4–1 sobre o Cuiabá no Beira-Rio.
No Brasileirão, o lateral esteve em campo em trinta e quatro das trinta e oito rodadas disputadas, e marcou três gols. O primeiro deles novamente diante do Flamengo, em uma goleada por 4–0 no Beira-Rio.[carece de fontes?] Expulso no empate em 1–1 diante do São Paulo no Morumbi, válido pela 35ª rodada, por ofensas ao árbitro Heber Roberto Lopes, o lateral teve a sua pena convertida em multa e pode disputar a partida seguinte, quando marcou aos 49 minutos da etapa final, o gol da vitória por 2–1 sobre o Atlético Mineiro no Beira-Rio. Seu terceiro gol no certame, foi marcado na rodada seguinte, quando o Inter venceu o Palmeiras por 3–1, novamente no Beira-Rio.[carece de fontes?] Nesta partida, Fabrício foi expulso novamente, desta vez por revidar uma agressão de Bruno César, iniciando uma confusão generalizada em campo. Após a partida, Fabrício ainda tentou invadir o vestiário palmeirense, fato que foi relatado pelo árbitro e resultou em uma pena de dois jogos de suspensão para o lateral.
Ao final do ano, o jogador marcou um total de 9 gols, sendo esse um recorde desde que chegou ao Inter.

#### 2015
Marcou o seu primeiro gol no ano de 2015, em uma vitória por 3–0 sobre o Aimoré no Beira-Rio, válida pelo Gauchão.[carece de fontes?] O jogador se sentia incomodado com as constantes vaias da torcida colorada com o seu desempenho, e em entrevista coletiva no dia seguinte ao jogo, declarou:
"Desde que cheguei ao Inter sou criticado e xingado por todos. Procuro fazer minha parte. Todos os treinadores sempre me colocaram. Vou procurar fazer o que eles pedem. Se eu errar 10, 15 bolas, sei quando eu erro. Mas errar um passe, parece que errei 200."
Esta situação chegou ao seu ápice em 1 de abril, na vitória de 1-0 contra Ypiranga válida pelo estadual. Aos 18 minutos do segundo tempo, Fabrício recebeu a bola e, sob vaias, se dirigiu à própria torcida com gestos obscenos. Foi imediatamente expulso e, descontrolado, tirou a camisa e a jogou no gramado. O jogador foi suspenso pelo clube, e cinco dias depois, o presidente do clube, Vitório Piffero, anunciou que não havia mais condições de Fabrício atuar pelo Inter, e o liberou para negociar sua transferência.

### Cruzeiro
Foi emprestado ao Cruzeiro até 31 de julho de 2016. Em sua apresentação no novo clube, pediu desculpas ao presidente, ex-companheiros de elenco, comissão técnica, e aos torcedores (exclusivamente das torcidas organizadas) do seu ex clube. Estreou em 12 de abril, na semifinal do Campeonato Mineiro contra o Atlético-MG na Arena Independência; o jogo terminou empatado em 1–1. A partir de então, o lateral já foi titular absoluto do time mineiro. Marcou seu primeiro gol pela Raposa no empate em 2–2 com o Atlético Paranaense na Arena da Baixada, válido pelo Brasileirão.
Em janeiro de 2016, Fabrício foi contratado em definitivo pelo Cruzeiro, em troca, a Raposa cedeu o jogador Marquinhos ao Colorado. Porém, no mês de abril, o jogador foi emprestado ao Palmeiras até dezembro de 2017, juntamente com o lateral-direito Fabiano.

### Palmeiras
O Palmeiras também cedeu dois jogadores ao Cruzeiro, o lateral-direito Lucas e o meia Robinho. Fez sua estreia entrando aos 37 minutos da etapa final, na vitória do clube paulista por 4–3 sobre o Grêmio no Pacaembu, válida pelo Brasileirão.

### Retorno ao Cruzeiro
Em 2017, a pedido do treinador Mano Menezes, o Palmeiras devolveu o jogador a Raposa (em negócio que envolveu Wilian Bigode). Muito devido à versatilidade do jogador (que além da lateral esquerda atua também no meio campo, seja como volante ou como meia-esquerda), o treinador gostaria de contar com ele. Porém, assim como no Palmeiras, o jogador foi pouco aproveitado em seu retorno ao clube mineiro, devido a melhor fase de Diogo Barbosa.

### Atlético Paranaense
Em agosto de 2017, o jogador foi emprestado ao Atlético Paranaense. Estreou pelo clube da capital paranaense na goleada por 5–0 sobre o Avaí na Arena da Baixada, válida pela 18ª rodada do Brasileirão. A partir de então, foi titular absoluto na lateral atleticana, ficando de fora de apenas um jogo da competição, em razão de uma suspensão. Disputou ainda a segunda partida das oitavas de final da Libertadores, diante do Santos na Vila Belmiro, porém sua equipe saiu de campo eliminada após derrota por 4–2 no agregado. Marcou seu primeiro gol pelo Furacão, na vitória por 3–1 sobre o Vasco na Arena da Baixada, válida pelo certame nacional.

### Vasco da Gama
Em janeiro de 2018, foi contratado junto ao clube carioca por empréstimo até o final do ano. Estreou pelo clube carioca, na vitória por 3–1 sobre o Volta Redonda em São Januário, válida pelo Campeonato Carioca. Em julho de 2018, devido a suas más atuações pelo Vasco e sem ser relacionado desde junho, Fabrício foi afastado e está fora dos planos para o restante da temporada, e não será inscrito para a Sul-Americana. Porém na 25ª rodada do Brasileirão, no Clássico contra o Flamengo, Fabrício foi improvisado de meio de campo pelo técnico Alberto Valentim, para substituir Yago Pikachu, que Havia sido expulso na partida anterior contra o Vitória. Ao fim da temporada Fabrício não teve o seu contrato renovado com o Vasco.

### Vitória
Em 12 de março de 2019, o Vitória acertou a contratação do lateral até o fim da Série B. Dois meses depois, após atuar em apenas 6 jogos, o contrato foi interrompido.

### Água Santa
No dia 27 de outubro o Água Santa anuncia Fabrício como seu primeiro reforço para a temporada de 2020.

### Retorno à Portuguesa
Em 17 de fevereiro de 2021, a Portuguesa anunciou o retorno do jogador. Em maio, Fabrício participou de uma festa, descumprindo medidas de isolamento social durante a Pandemia de COVID-19. Seu contrato, vigente até o final daquele mês, não foi renovado.

## Estatísticas
Até 30 de abril de 2021.
| Clube               | Temporada | Campeonato nacional | Campeonato nacional | Copa nacional[a] | Copa nacional[a] | Competições continentais[b] | Competições continentais[b] | Outros torneios[c] | Outros torneios[c] | Total | Total |
| Clube               | Temporada | Jogos               | Gols                | Jogos            | Gols             | Jogos                       | Gols                        | Jogos              | Gols               | Jogos | Gols  |
| ------------------- | --------- | ------------------- | ------------------- | ---------------- | ---------------- | --------------------------- | --------------------------- | ------------------ | ------------------ | ----- | ----- |
| Portuguesa          | 2009      | 17                  | 1                   | —                | —                | —                           | —                           | —                  | —                  | 17    | 1     |
| Portuguesa          | 2010      | 31                  | 3                   | 5                | 1                | —                           | —                           | 17                 | 2                  | 53    | 6     |
| Portuguesa          | 2011      | —                   | —                   | 2                | 0                | —                           | —                           | 12                 | 2                  | 14    | 2     |
| Portuguesa          | Total     | 48                  | 4                   | 7                | 1                | —                           | —                           | 29                 | 4                  | 84    | 9     |
| Internacional       | 2011      | 18                  | 1                   | —                | —                | 1                           | 0                           | —                  | —                  | 19    | 1     |
| Internacional       | 2012      | 28                  | 1                   | —                | —                | 3                           | 0                           | 11                 | 3                  | 42    | 4     |
| Internacional       | 2013      | 29                  | 1                   | 6                | 0                | —                           | —                           | 18                 | 0                  | 53    | 1     |
| Internacional       | 2014      | 34                  | 3                   | 5                | 2                | 1                           | 0                           | 10                 | 4                  | 50    | 9     |
| Internacional       | 2015      | —                   | —                   | —                | —                | 4                           | 0                           | 7                  | 1                  | 11    | 1     |
| Internacional       | Total     | 109                 | 6                   | 11               | 2                | 9                           | 0                           | 46                 | 8                  | 175   | 16    |
| Cruzeiro            | 2015      | 25                  | 1                   | 2                | 0                | —                           | —                           | 2                  | 0                  | 29    | 1     |
| Cruzeiro            | 2016      | –                   | –                   | 1                | 0                | —                           | —                           | 11                 | 0                  | 12    | 0     |
| Cruzeiro            | Total     | 25                  | 1                   | 3                | 0                | —                           | —                           | 13                 | 0                  | 41    | 1     |
| Palmeiras           | 2016      | 6                   | 0                   | —                | —                | —                           | —                           | —                  | —                  | 6     | 0     |
| Palmeiras           | Total     | 6                   | 0                   | —                | —                | —                           | —                           | —                  | —                  | 6     | 0     |
| Cruzeiro            | 2017      | —                   | —                   | 1                | 0                | 1                           | 0                           | 8                  | 0                  | 10    | 0     |
| Cruzeiro            | Total     | —                   | —                   | 1                | 0                | 1                           | 0                           | 8                  | 0                  | 10    | 0     |
| Atlético Paranaense | 2017      | 20                  | 1                   | —                | —                | 1                           | 0                           | —                  | —                  | 21    | 1     |
| Atlético Paranaense | Total     | 20                  | 1                   | —                | —                | 1                           | 0                           | —                  | —                  | 21    | 1     |
| Vasco da Gama       | 2018      | 10                  | 1                   | —                | —                | 3                           | 0                           | 8                  | 1                  | 21    | 2     |
| Vasco da Gama       | Total     | 10                  | 1                   | —                | —                | 3                           | 0                           | 8                  | 1                  | 21    | 2     |
| Vitória             | 2019      | 1                   | 0                   | —                | —                | —                           | —                           | 5                  | 0                  | 6     | 0     |
| Vitória             | Total     | 1                   | 0                   | —                | —                | —                           | —                           | 5                  | 0                  | 6     | 0     |
| Água Santa          | 2020      | —                   | —                   | —                | —                | —                           | —                           | 4                  | 0                  | 4     | 0     |
| Água Santa          | Total     | —                   | —                   | —                | —                | —                           | —                           | 4                  | 0                  | 4     | 0     |
| Portuguesa          | 2021      | —                   | —                   | —                | —                | —                           | —                           | 6                  | 0                  | 6     | 0     |
| Portuguesa          | Total     | —                   | —                   | —                | —                | —                           | —                           | 6                  | 0                  | 6     | 0     |
| Total               | Total     | 219                 | 13                  | 22               | 3                | 14                          | 0                           | 119                | 13                 | 374   | 29    |

- a. ^ Jogos da Copa do Brasil
- b. ^ Jogos da Copa Libertadores da América, Copa Sul-Americana e Recopa Sul-Americana
- c. ^ Jogos de Campeonatos estaduais e Torneios amistosos

## Títulos
Monte Azul
- Campeonato Paulista - Série A2: 2009

Internacional
- Recopa Sul-Americana: 2011
- Campeonato Gaúcho: 2012, 2013, 2014 e 2015
- Taça Farroupilha: 2012 e 2013
- Taça Piratini: 2013

Palmeiras
- Campeonato Brasileiro: 2016